# No Good Deed – Goes Unpunished
No Good Deed – Goes Unpunished (engelska: No Good Deed, även känd som The House on Turk Street) är en tysk-amerikansk långfilm från 2002 i regi av Bob Rafelson, med Samuel L. Jackson, Milla Jovovich, Stellan Skarsgård och Doug Hutchison i rollerna.

## Handling
När en polis (Samuel L. Jackson) hjälper en vän att hitta sin saknade dotter blir han kidnappad av en gangster (Stellan Skarsgård). Samtidigt som han försöker ta reda på vad gangstrarna gör blir han måltavla för gangsterns flickvän Irene (Milla Jovovich).

## Rollista
| Samuel L. Jackson | – Jack Friar     |
| Milla Jovovich    | – Erin           |
| Stellan Skarsgård | – Tyrone         |
| Doug Hutchison    | – Hoop           |
| Joss Ackland      | – Mr. Quarre     |
| Grace Zabriskie   | – Mrs. Quarre    |
| Jonathan Higgins  | – David Brewster |
| Shannon Lawson    | – Amy            |
| Robert Welch      | – Willy          |